# Akaiwa, Okayama
Akaiwa (赤磐市 Akaiwa-shi) là một thành phố thuộc tỉnh Okayama, Nhật Bản.